# 霍恩海崖
68°21′S 149°45′E / 68.350°S 149.750°E
霍恩海崖是南極洲的海崖，位於喬治五世地，處於迪金灣西部，海拔高度325米，由澳大利亞探險家率領的探險隊發現，現時由南極條約體系管理。